# Иди иди (албум)
Иди иди је четврти студијски албум фолк певачице Јоване Типшин, издат 1998. годинее за Зам. И овај албум је рађен са Срки Бојем. Издвојили су се синглови Иди, иди и Песме туге. Пратеће вокале певали су Љубо Кешељ и Беки Бекић. На албуму се налазе две грчке обраде, Иди иди Константиноса Пантзиса и Песме туге Хариса Андреадиса.

## Списак песама
| №  | Назив                       | Текст                 | Музика                | Трајање |  |
| 1. | Иди иди                     | Драган Брајовић Браја | Константинос Пантзис  |         |  |
| 2. | Нека виде сви (хајде хајде) | Драган Брајовић Браја | традиционал           |         |  |
| 3. | Више ниси мој               | Драган Брајовић Браја | Драган Брајовић Браја |         |  |
| 4. | Звер у теби                 | Катарина Јованић      | Јакша (композитор)    |         |  |
| 5. | Песме туге                  | Драган Брајовић Браја | Харис Андреадис       |         |  |
| 6. | Заљубљена жена              | Д. Лазаревић          | Сава Бојић            |         |  |
| 7. | Сумња                       | Драган Брајовић Браја | Драган Брајовић Браја |         |  |
| 8. | Оче мој                     | Драган Брајовић Браја | Драган Брајовић Браја |         |  |
| 9. | Нека песма крене            | Драган Брајовић Браја | Драган Брајовић Браја |         |  |